# 西山栄子
西山 栄子（にしやま えいこ、1947年3月25日 - ）は、日本のファッションコーディネーター、ファッションジャーナリスト。

## 略歴
山口県防府市出身。元の苗字は趙（チョ）、日本に帰化した韓国系日本人2世。1968年、文化服装学院デザイン科卒業。早稲田大学第二文学部、大宮法科大学院大学卒業。松屋銀座本店に13年間勤務したのち、西山栄子ファッションオフィス設立。実弟は作家の伊集院静。

## 著書
- 大人のおしゃれ（大和書房）
- 30からのおしゃれ上手（大和書房）
- 30からのおしゃれプラン（大和書房）
- ひとつ上をいく着こなし術（大和書房）